# Protonema

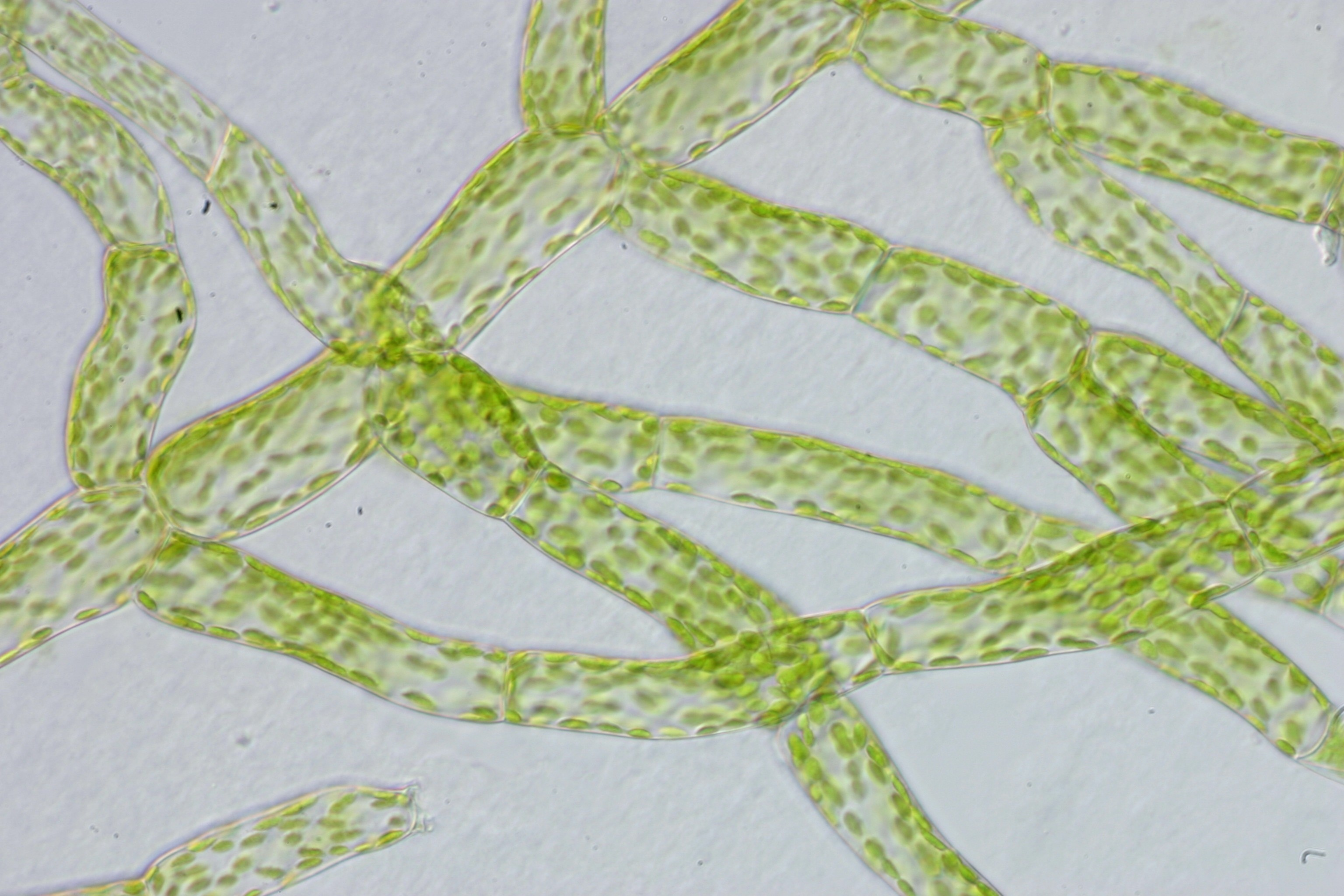
Protonema met duidelijk zichtbare chloroplasten.

Het protonema bij mossen bestaat uit groene celdraden, die het begin zijn van de haploïde fase in de levenscyclus van mossen. Het protonema is een min of meer sterk vertakte systeem van groene celdraden, het chloronema. Door de aanwezigheid van chloroplasten is het chloronema in staat tot fotosynthese en kan bij sommige soorten een permanent karakter hebben. Op het protonema kunnen zich broedlichamen bevinden met een functie in de ongeslachtelijke voortplanting: gemmen, tubers of celdraadjes.
Bij mossen, levermossen en hauwmossen ontstaat het protonema uit een spore. Het protonema is gewoonlijk draadvormig, maar kan ook uit een celklomp of celplaatje bestaan. Hierop ontwikkelen zich meerdere mosknoppen.
De 'eigenlijke' mosplanten ontwikkelen zich uit de mosknopjes, die op het protonema groeien. Uit een mosknop groeit op zijn beurt een mosplantje. De mosplantjes zijn ook haploïde. De gametangia (archegonia en antheridia) bevinden zich op de mosplanten in gametoecia (min of meer ingewikkelde combinaties van gametangia en blaadjes). 
Anders dan bij de voorkiem van varens, vormt het protonema geen organen voor geslachtelijke voortplanting. Op het protonema kunnen vaak wel structuren gevormd worden voor ongeslachtelijke voortplanting: broedlichaampjes als zoals gemmen (celgroepjes van diverse vorm) en broeddraadjes.